# هونسروك سليت
أردواز هونسروك  Hunsrück slate (بالألمانية: Hunsrück-Schiefer) هي وحدة طباقية صخرية تشكلت في العصر الديفوني السفلي ، وهي نوع من طبقات الصخور ، في المناطق الألمانية من هونزروك و تاونوس . تشتهر بوجود مجموعة متنوعة للغاية من الحيوانات الأحفورية وتحافظ الجهات المسؤولة عليها.

## الجيولوجيا
يمكن تقسيم الطبقات الإيمسية لجزر الراين الجنوبي إلى وحدتين ليثولوجيتين : الألواح القديمة من أردواز هونسروك والأحجار الرملية الأصغر . أسفل ألواح هونزروك، يوجد حجر الكوارتز (الأقدم) في تاونوس.  تم ترسيب كل هذه الصخور الأولية في الأصل في حوض بحري ، وهو حوض ذو قوس خلفي جنوب شبه القارة القديمة في لوروسيا .
تتألف قائمة اردواز هانزروك من عدة طبقات أصغر تتراوح أعمارها بين 408 و 400 مليون سنة ، مما يجعلهم جزءًا من أحدث المراحل البراغية إلى أوائل العصر الديفوني.

## تاريخ التعدين
كانت قائمة هانزروك مصدرًا لقائمة أردواز رينيش على مدى عدة قرون. تظهر الاكتشافات الأثرية في ألمانيا الغربية أن الواح الأردواز كانت تستخدم في العصر الروماني. أول حالة موثقة للتعدين في هذه المنطقة تعود إلى القرن الرابع عشر.  واستمر الإنتاج مع الثورة الصناعية في نهاية القرن الثامن عشر ، ولكن في الأعوام 1846-1849 ، وقعت الصناعة في أزمة ، مما أدى إلى الفقر والبؤس في مناطق التعدين.
أدى الانتعاش الاقتصادي بعد الحرب الفرنسية البروسية خلال الأعوام 1870-1871 إلى زيادة متجددة في إنتاج ألواح الأردواز ، حيث استخدمت الشركات حفرات أكثر اتساعًا وعمقا . واستمر الإنتاج حتى الستينيات ، عندما أدت المنافسة من الألواح الاصطناعية أو المستوردة الأرخص ثمناً إلى انخفاض الإنتاج. وبقيت حفرة واحدة فقط في منطقة بوندنباخ في التسعينيات من القرن الماضي . ومنذ عام 1999 تسببت واردات الأردواز من إسبانيا والبرتغال والأرجنتين والصين في التخلي عن التعدين المحلي.
كان تعدين أردواز هونسروك مهمًا لاكتشاف الحفريات. على الرغم من أنه ليس نادرًا ، لا يمكن العثور على الحفريات إلا من خلال التعدين المكثف للأردواز. وقد تم العثور في الأصل على العديد من الحفريات الجميلة المعروضة في المتاحف اليوم من قبل عمال المناجم الإردوازية. يأتي أول منشور علمي عن هذه الحفريات من فرديناند فون رومر من عام 1862 ،  الذي وصف نجم البحر والحفريات الصليبية من بوندينباخ. درس علماء الأحافير الألمان مثل أ{. أوبيد و ف. برولي و ر. جدج و و. م. ليمان العديد من الحفريات بين عامي 1920 و 1959. وتسببت وفاة ليمان في عام 1959 في انهيار صناعة الأردواز في تراجع أبحاث الحفريات.
في عام 1970 ، طور ويلهلم ستورمر ، الفيزيائي الكيميائي وأخصائي الأشعة في شركة سيمنز ، طريقة جديدة لفحص حفريات أردواز هونسروك باستخدام الأشعة سينية متوسطة الطاقة التي تتراوح بين 25 إلى 40 كيلو إلكترون فولت . و ابتكر أفلامًا عالية الدقة وصورًا مجسمة لألواح غير مفتوحة مصمتة ، أظهرت تفاصيل معقدة من الأنسجة الرخوة في داخلها لا يمكن رؤيتها بالطرق التقليدية. وفي التسعينيات من القرن العشرين واصل كريستوف بارتلز و جونتر براسيل هذه البحوث. 

## علم الحفريات
مواقع الحفريات المختلفة هي محاجر تقع في الغالب جنوب نهر الموزل وغرب نهر الراين في غرب ألمانيا . يطلق على الكائنات الحية في قائمة هونزروك اسم "أحافير بوندنباخ " وهو اسم من المجتمع الألماني القريب من بوندنباخ. بشكل أكثر رسمية ، تم تصنيف أردواز هونسروك بأنه محجر أحافير Konservat Lagerstätte يجب الحفاظ عليها ، نظرًا لوجود العديد من الحفريات التي تـٌظهر الأنسجة الرخوة التي تحجرت.

### الحفظ وعلم التاريخ الحفري
طبقات هونزروك هي واحدة من عدد قليل من الديفونية البحرية ومواقع التي تحافظ على الأنسجة الرخوة ، وفي كثير من الحالات تكون الحفريات مغلفة بطبقة سطحية من البيريت. يتطلب الحفاظ على الأنسجة الرخوة كأحفوريات دفنًا سريعًا في طبقة رسوبية ناقصة الأكسجين (أي مع القليل من الأكسجين أو بدون أكسجين) حيث يتباطأ تحلل المادة العضوية بشكل ملحوظ. سهلت عملية الترقق الموجودة في أحافير بوندينباخ الحفظ على أشكال الكائنات وعززت الجمال المتأصل في الحفريات.